# Macau Open 2006
Die Macau Open 2006 im Badminton fanden im Tap Seac Multisport Pavilion in Macao vom 19. bis 23. Juli 2006 statt. Das Preisgeld betrug 120.000 US$.

## Sieger und Platzierte
| Disziplin    | Gold                                | Silber                     | Bronze                                     |
| ------------ | ----------------------------------- | -------------------------- | ------------------------------------------ |
| Herreneinzel | Lin Dan                             | Lee Chong Wei              | Lee Hyun-il                                |
| Herreneinzel | Lin Dan                             | Lee Chong Wei              | Chen Hong                                  |
| Dameneinzel  | Judith Meulendijks                  | Yip Pui Yin                | Wang Chen                                  |
| Dameneinzel  | Judith Meulendijks                  | Yip Pui Yin                | Yao Jie                                    |
| Herrendoppel | Fu Haifeng Cai Yun                  | Guo Zhendong Zheng Bo      | Hwang Ji-man Lee Jae-jin                   |
| Herrendoppel | Fu Haifeng Cai Yun                  | Guo Zhendong Zheng Bo      | Lars Paaske Mathias Boe                    |
| Damendoppel  | Huang Sui Gao Ling                  | Lee Kyung-won Lee Hyo-jung | Wei Yili Zhang Yawen                       |
| Damendoppel  | Huang Sui Gao Ling                  | Lee Kyung-won Lee Hyo-jung | Lena Frier Kristiansen Kamilla Rytter Juhl |
| Mixed        | Thomas Laybourn Kamilla Rytter Juhl | Zhang Jun Gao Ling         | Lars Paaske Helle Nielsen                  |
| Mixed        | Thomas Laybourn Kamilla Rytter Juhl | Zhang Jun Gao Ling         | Zheng Bo Yu Yang                           |